# بارسلونا، ونزوئلا
بارسلونا، ونزوئلا (به اسپانیایی: Barcelona, Venezuela) یک شهر در ونزوئلا است که مرکز ایالت آنسوآتگی به‌شمار می‌رود. این شهر در سال ۱۶۷۱ میلادی تأسیس شده‌است.

## خصوصیات
بارسلونا ۷۶٫۵ کیلومترمربع مساحت و ۶۲۰٬۵۵2
نفر جمعیت دارد و ۱۳ متر بالاتر از سطح دریا واقع شده‌است.